# Reichweite (Rakete)
Unter Reichweite militärischer Kurz-, Mittel- und Langstreckenraketen versteht man jene Distanz zwischen Punkten der Erdoberfläche, die der Flugkörper maximal, aber sicher gesteuert zurücklegen kann. Bei Flugabwehrraketen bezieht sich die Reichweite hingegen auf eine Schrägdistanz mit ausreichender Trefferwahrscheinlichkeit.

Unterschiedliche Flugbahnen bei 70° steiler Wurfparabel (entspricht ca. einer Mittelstreckenrakete):
mit Stokes-Reibung
mit Newton-Reibung (turbulent)

Die meisten dieser Flugkörper sind als ballistische Raketen einzustufen, d. h. nach dem Brennschluss des Raketenmotors folgen sie einer  ballistischen Flugbahn. Eine solche wird, im Gegensatz zur Antriebsphase, nur noch von der Erdanziehung und dem Luftwiderstand beeinflusst.
Bei Langstrecken- bzw. Interkontinentalraketen kann hingegen vor dem Ende der Flugbahn eine zweite Antriebsphase kommen, die zur Erhöhung der Zielgenauigkeit dienen soll. Ein erneutes Zünden des Antriebs ist jedoch nur bei Flüssigkeitsraketen möglich, nicht bei Feststoffraketen. Zu steuerbaren Gefechtsköpfen siehe Maneuverable reentry vehicle.

## Typisierung militärischer Raketen
- Als Kurzstreckenraketen (Short Range Ballistic Missile, SRBM) werden Flugkörper mit Reichweiten von 150 bis 800 km bezeichnet. Ihre Startvorrichtungen können stationär oder beweglich (Fahrzeug, Schiff, Flugzeug) sein.
- Als Mittelstreckenraketen (Medium Range Ballistic Missile, MRBM) werden meist solche bezeichnet, die Gefechtsköpfe (atomar oder konventionell) über Entfernungen zwischen 800 und 2399 km ins Ziel tragen können. Ihre Startvorrichtungen können stationär (Raketensilo) oder beweglich (Fahrzeug, Schiff, Flugzeug) sein.
- Intermediate Range Ballistic Missile (IRBM) sind ballistische Mittelstreckenrakete mit Reichweiten von 2400 bis 5500 km. Ihre Startvorrichtungen können ebenfalls stationär oder beweglich sein. Sowjetische Systeme waren u. a. die SS-5 und SS-20.
- Als Interkontinentalraketen (Intercontinental Ballistic Missile, ICBM) gelten nach dem SALT-II-Vertrag alle militärischen Raketen mit einer Reichweite von mehr als 5500 km, unabhängig vom Gefechtskopf (atomar oder konventionell). Ihre Startanlagen sind fest installiert (meist unterirdische Silos) oder mobil (auf U-Booten, Fahrzeugen, größeren Schiffen oder Flugzeugträgern).
  - Diese fliegen ihr Ziel nach Verlassen der Erdatmosphäre auf einer elliptischen Flugbahn an und bestehen
    - aus der Antriebsstufe und einem Wiedereintritts-Gefechtskopf, bzw.
    - mehreren Wiedereintritts-Gefechtsköpfen und dem Muttergefechtskopf (Post-Boost-Vehicle, PBV).

## Einflussgrößen für die Reichweite
Der wichtigste Parameter für die Reichweite ballistischer Raketen ist
- die Brennschluss- oder Endgeschwindigkeit. Sie ergibt sich aus der Brenndauer und der mittleren Beschleunigung in der Antriebsphase, die ihrerseits vom Schub des Raketenmotors, dem Startgewicht und dem Leergewicht des Flugkörpers abhängt.

Weitere Einflussgrößen sind
- der Startwinkel, dessen Optimum für Kurzstreckenraketen mit 2–5 Mach etwas über 50° liegt (ohne bremsende Luft wären es 45°, siehe Wurfparabel und Ballistik),
- sowie der Luftwiderstand, dessen Gesamtwirkung von der Flughöhe abhängt.
- Bei Mittelstreckenraketen erfolgt der Start steiler (siehe obige Skizze), um bald in dünnere Luftschichten zu kommen; erst dann wird der Winkel flacher. Dabei ist die optimale Flughöhe, während der die Rakete kurzzeitig waagrecht fliegt, stark von der geplanten Reichweite abhängig.

Demgegenüber fliegen Interkontinentalraketen nach Brennschluss praktisch außerhalb der Erdatmosphäre, wo sie sich, analog zu einem Satellitenstart, kurzfristig auf einer elliptischen Umlaufbahn um die Erde bewegen.

## Flugbahn einer Interkontinentalrakete

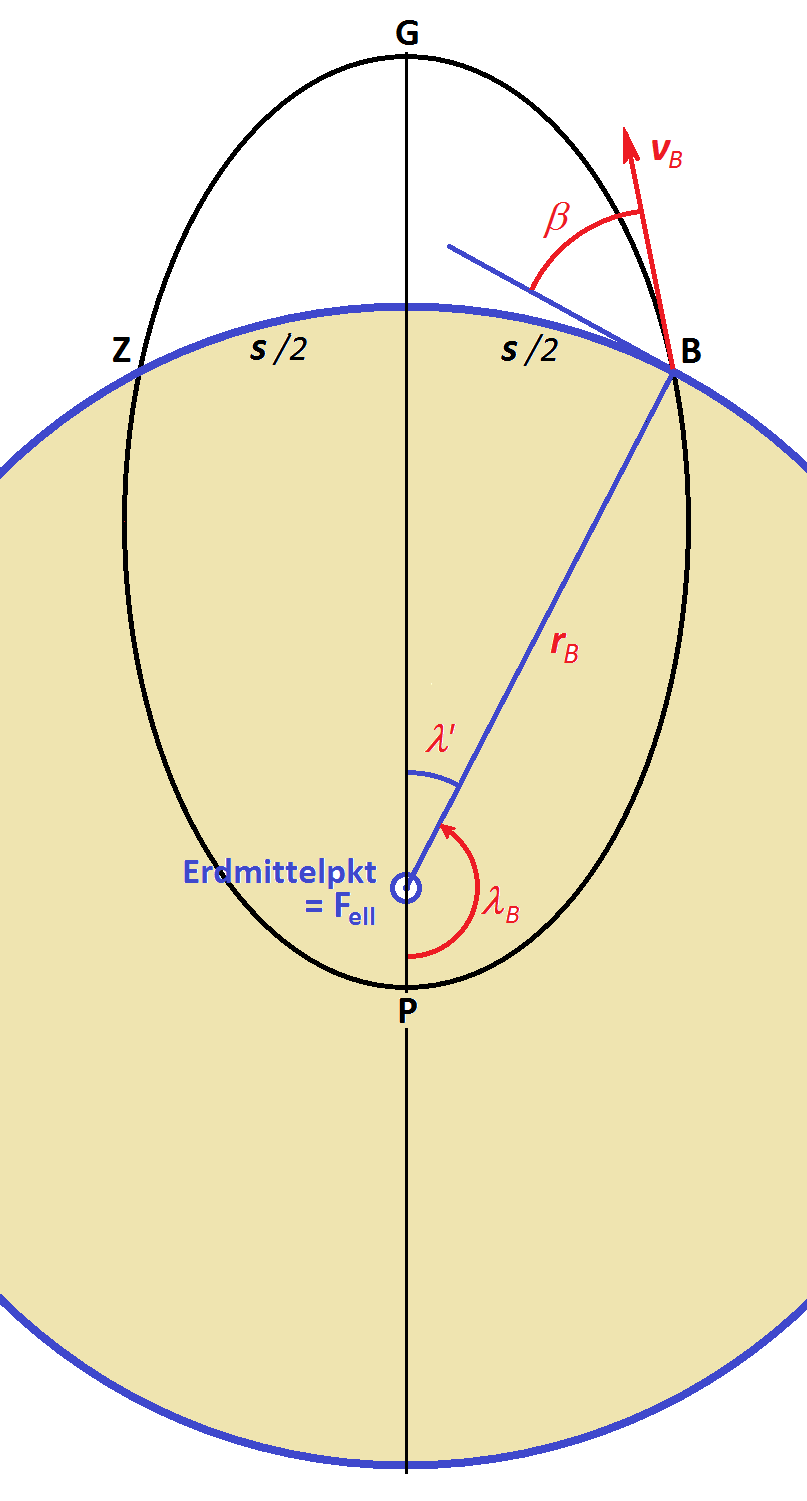
Die elliptische Flugbahn einer Interkontinentalrakete. Beim Brennschluss (Punkt B) hat die Rakete die Geschwindigkeit v_{B} und den Abschusswinkel β zum Horizont; hier etwa 7 km/s und 50°

Je mehr sich die Bahnellipse von der Erdoberfläche entfernt, desto größer wird die Reichweite. Sie hängt von Geschwindigkeit, Höhe und Bahnneigung beim Brennschluss des Raketenmotors ab (siehe Raketengrundgleichung). Die Brennschlussgeschwindigkeit liegt bei etwa 6 bis 7 km/s, nahe an der 1. kosmischen Geschwindigkeit für niedrige Satellitenbahnen. Eine Veränderung von 1 % bewirkt aber bereits 500–1000 km in der Flugdistanz. Durch Steuerung während der Antriebsphase sind aber seit langem 0,01 % erreichbar. Für den letzten Flugabschnitt, dem Wiedereintritt in die untere Erdatmosphäre, sind wiederum die Gesetze der Ballistik wirksam, sowie die Parameter einer eventuellen zweiten Antriebs- bzw. Steuerungsphase.
In der nebenstehenden Skizze hat die Rakete im Punkt B den Brennschluss erreicht und bewegt sich mit der Geschwindigkeit vB unter dem Winkel β aufwärts. Ab dort folgt sie der kräftefreien Bahn einer Keplerellipse mit dem Perigäum P (nahe dem Erdmittelpunkt) und dem Apogäum in G, wo sie ihre Gipfelhöhe und geringste Geschwindigkeit erreicht. Danach beginnt ein immer rascherer Sinkflug, bis die Ellipse im Zielpunkt Z die Erdoberfläche (bzw. die dichteren Luftschichten) schneidet.
Die maximale Reichweite ergibt sich nach R.Giese für einen Startwinkel βmax, der vom Verhältnis x der Brennschlussgeschwindigkeit vB zur Kreisbahngeschwindigkeit vK bestimmt wird:
```
 cos² β
max
 = 1 / (2 - x²)
```

Bei vK = 7,91 km/s und x = 0,707 (vB = 5,58 km/s) ergibt sich βmax = 35,2°. Daraus folgt eine Gipfelhöhe von 870 km und eine Reichweite s = 4.300 km.